# Сью Кэрол
Сью Кэрол (англ. Sue Carol, 30 октября 1906 — 4 февраля 1982), урожд. Эвелина Ледерер (англ. Evelyn Lederer) — американская киноактриса.

## Биография
Актриса родилась 30 октября 1906 года в Чикаго в состоятельной еврейской семье. В детстве она брала уроки танцев. В 1925 году, после смерти отца, успешного чикагского дельца, Эвелина переехала в Калифорнию. В 1927 году Эвелина прошла пробы для немого фильма «Рабы красоты» и получила там второстепенную роль. В тот же период она взяла псевдоним — Сью Кэрол.
В 1928 году Сью вошла в список WAMPAS Baby Stars, куда ежегодно избирались подающие надежды молодые актрисы. Но, несмотря на это, её активно снимали (хотя и на главных ролях) очень непродолжительное время — с 1928 по 1931 год. Всего вышло 26 картин с её участием. В основном это были мелодрамы и романтические комедии. В 1937 году Сью ушла из кино, а спустя год организовала собственное агентство по поиску талантов и стала заниматься продвижением начинающих актёров.
Актриса четыре раза была замужем. В середине 1920-х она вышла замуж за некоего Аллана Кифера, но менее чем через год они расстались. Её вторым мужем был актёр Ник Стюарт (с 1930 по 1934 год), в дуэте с которым она появилась в четырёх картинах. В 1942 году, оставив третьего мужа, она вышла замуж за актёра Алана Лэдда (они познакомились благодаря тому, что Сью была его агентом). Этот брак оказался прочнее предыдущих — супруги жили вместе до смерти Алана в 1964 году. Их сын Дэвид и дочь Алана тоже стали актёрами, хотя и менее удачливыми, чем родители. Сью Кэрол умерла 4 февраля 1982 года от сердечного приступа в возрасте семидесяти шести лет. Впоследствии она была удостоена звезды на голливудской «Аллее Славы».